# Open 13 2010
L'Open 13 2010  è stato un torneo di tennis giocato sul cemento indoor.
È stata la 18ª edizione del Open 13 facente parte dell'ATP World Tour 250 series nell'ambito dell'ATP World Tour 2010. Si è giocato al Palais des Sports di Marsiglia in Francia, dal 15 al 21 febbraio 2010.

## Partecipanti

### Teste di Serie
| Giocatore          | Nazione | Ranking* | Testa di Serie |
| ------------------ | ------- | -------- | -------------- |
| Robin Söderling    | Svezia  | 8        | 1              |
| Jo-Wilfried Tsonga | Francia | 9        | 2              |
| Gaël Monfils       | Francia | 13       | 3              |
| Tommy Robredo      | Spagna  | 15       | 4              |
| Gilles Simon       | Francia | 16       | 5              |
| Michail Južnyj     | Russia  | 20       | 6              |
| Marcos Baghdatis   | Cipro   | 36       | 7              |
| Julien Benneteau   | Francia | 38       | 8              |

- Ranking dell'8 febbraio 2010.

### Altri giocatori
I seguenti giocatori hanno ricevuto una wild-card per il tabellone principale:
- David Guez
- Guillaume Rufin

I seguenti giocatori sono entrati in tabellone passando dalle qualificazioni:

- Ruben Bemelmans
- Stéphane Bohli
- Yannick Mertens
- Édouard Roger-Vasselin

I seguenti giocatori sono entrati in tabellone come Lucky Loser: 
- Illja Marčenko
- Joselin Ouanna

## Campioni

### Singolare
Michaël Llodra ha battuto in finale  Julien Benneteau con il punteggio di 6–3, 6–4

### Doppio
Julien Benneteau /  Michaël Llodra hanno battuto in finale  Julian Knowle /  Robert Lindstedt con il punteggio di 6–3, 6–4